# Parodie (littérature)
 (novembre 2018).
Si vous disposez d'ouvrages ou d'articles de référence ou si vous connaissez des sites web de qualité traitant du thème abordé ici, merci de compléter l'article en donnant les références utiles à sa vérifiabilité et en les liant à la section « Notes et références ».
Pour l’article ayant un titre homophone, voir Parodi.
Pour les articles homonymes, voir Parodie (homonymie).

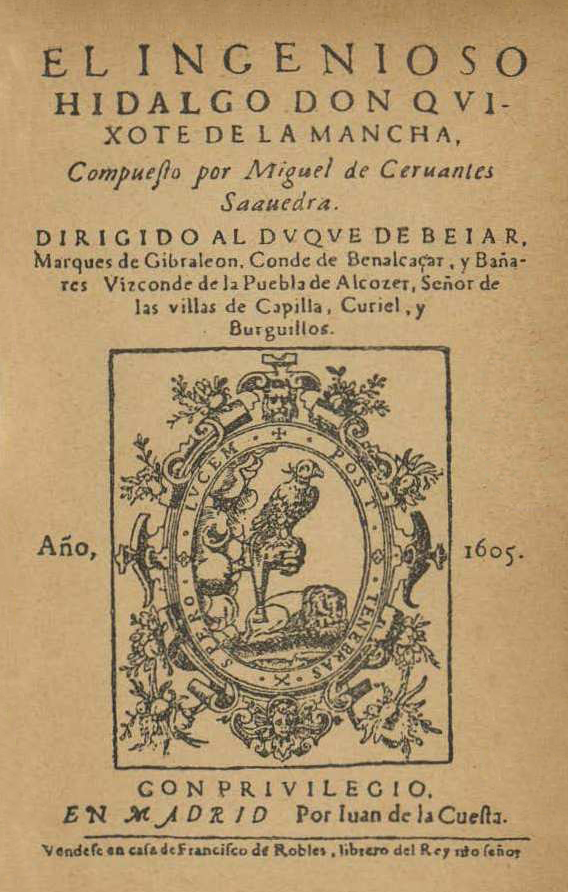
Don Quichotte, parodie de roman de chevalerie.

La parodie, du grec παρωδια (chant sur un autre air, contre-chant), est le travestissement trivial, plaisant et satirique d’une œuvre littéraire.
La parodie est une reprise d’une œuvre souvent dans un sens humoristique et / ou sarcastique.

## Historique

### Origines antiques
La parodie est presque aussi vieille que la littérature elle-même. On attribue à Homère la Batrachomyomachie, qui présente, ainsi que les autres œuvres héroï-comiques, le travestissement des dieux et des héros. On cite également Archiloque et Hipponax comme les créateurs du genre au VIe siècle ou VIIe siècle. Ni les fragments qu’on possède de ces poètes, ni les témoignages de l’Antiquité ne permettent de rien affirmer à cet égard.

L’origine de la parodie dramatique est mieux précisée, car Aristote en attribue l’invention à Hégémon de Thasos, poète de l’ancienne comédie athénienne, dont on jouait la parodie de la Gigantomachie, le jour où arriva la nouvelle du désastre de l’expédition de Sicile. Vers la même époque, Euripide parodiait le neuvième chant de l'Odyssée, dans son drame satirique du Cyclope. Bientôt après, Aristophane parodiait Euripide, Eschyle et Socrate. 
« La littérature comique et parodique médiévale fut extrêmement riche. La profusion et la diversité de ses formes parodiques apparentent le Moyen Âge à Rome [à l'Antiquité romaine] [...]. En particulier, la tradition des Saturnales se maintint, sous une forme différente, au long des siècles médiévaux ». « Dès l'aube du Moyen Âge apparaît une suite d'œuvres parodiques remarquables. L'une d'elles est la célèbre Cena Cypriani, la Cène de Cyprien [...] Tous les détails de cette œuvre correspondent de manière stricte et précise à l'Écriture [sainte], mais celle-ci est en même temps métamorphosée en carnaval, ou, plus exactement, en Saturnales ».  
Dans ce même contexte littéraire naissent par exemple les testaments parodiques (ceux du cochon ou de l'âne), les prières parodiques (la Messe des buveurs) etc. 
Les anciens contrefaisaient la manière, le style d’un écrivain, ou des passages, des parties d’une œuvre ; mais on ne leur connait pas de parodie suivant l’œuvre entière pour la travestir et en faire une contrepartie grotesque. C’est un peu dans cette veine que Rabelais parodie la scolastique dans Pantagruel et Gargantua. Le Don Quichotte de Cervantes est, entre autres, une parodie de roman de chevalerie.
La parodie peut comprendre un ouvrage entier, comme l’a été l'Énéide d’un bout à l’autre, dans les littératures française, italienne et allemande ; on cite, après le poème burlesque de Scarron, les Aventures du pieux Énée, du jésuite Blumauer. Brébeuf, le traducteur de la Pharsale, a publié un Lucain travesti, ce qui a fait dire qu’il l’avait travesti deux fois.
Monbron a donné, à Berlin, une Henriade travestie, qui suit le texte presque vers par vers et qui est considérée comme une des meilleures compositions burlesques. Mais le plus souvent la parodie ne porte que sur une partie d’ouvrage. Brébeuf a donné celle du VIIe livre de l'Énéide ; le Chapelain décoiffé de Boileau est la parodie de quelques scènes du Cid. Champcenetz et Rivarol ont parodié le Songe d’Athalie. Quelquefois même, seuls un passage ou un vers sont parodiés ; un grand sentiment, une grande pensée fournissent, par allusion, une plaisanterie, une image bouffonne. Ainsi, un beau vers du Cid (Acte I, sc. I) devient dans les Plaideurs (Acte I, sc. VI) : « Ses rides sur son front gravaient tous ses exploits ».

### AuXVIIe

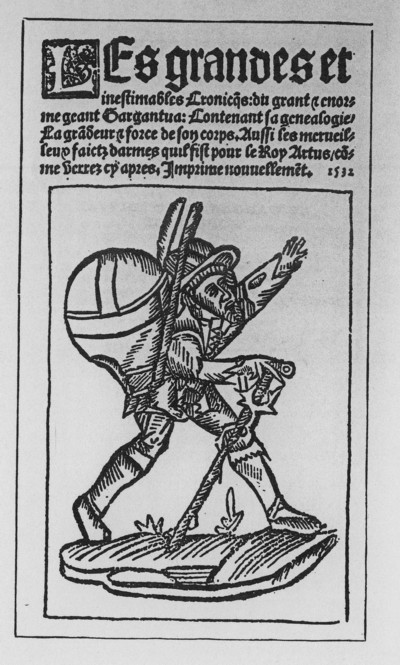
Gargantua, parodie de la scolastique.

La parodie complète d’un ouvrage dramatique est devenue, par l’emploi fréquent et quelquefois par la spirituelle originalité de la plaisanterie et de la satire, un des genres du théâtre comique français. Le XVIIe siècle a offert des parodies à la scène. Subligny a travesti, sous le titre de la Folle querelle, l’Andromaque de Racine. Depuis les Précieuses ridicules, la plupart des grandes comédies de Molière ont été parodiées sur des scènes rivales.

### AuXVIIIe
C’est au  XVIIIe siècle que le genre de la parodie a connu la plus grande vogue. Il défraya les théâtres de la Foire et des Comédiens Italiens. On cite surtout les pièces suivantes : Œdipe travesti (1719), par Dominique et Legrand, parodie de Œdipe de Voltaire ; l’Agnès de Chaillot (1723), par Dominique, parodie de l’Inès de Castro de La Motte Houdar ; Philomèle (1725), par Piron, parodie de l’opéra Philomèle du poète Roy ; le Mauvais ménage de Voltaire (1725), par Dominique et Legrand, parodie d’Hérode et Mariamne de Voltaire ; Colombine Nitétis, par Piron, parodie de la tragédie Colombine Nitétis de Danchet ; Pirame et Thisbé (1726), par Dominique, Romagnesi et Riccoboni ; Alceste (1729), par Dominique et Romagnesi, parodie de l’Alceste de Quinault ; le Bolus (1731), par Dominique, parodie du Brutus de Voltaire ; les Enfants trouvés, ou le Sultan poli par amour (1732), par Dominique, Romagnesi et Riccoboni, parodie de la Zaïre de Voltaire ; Thésée, parodie nouvelle de Thésée, par Laujon (1745) ; la Femme, la Fille et la Veuve (1745), par Laujon, parodie du ballet des Fêtes de Thalie ; Zéphyre et Fleurette (1754), par Laujon et Favart, parodie de Zélindor, opéra de Moncrif ; la Bonne-Femme (1776), par Piis, parodie de l’Alceste de Gluck ; la Veuve de Cancale (1780), par Pariseau, parodie de la Veuve de Malabar de Lemierre ; le Roi Lä (1783), parodie du Roi Lear de Ducis, par le même ; la Petite Iphigénie, ou les Rêveries renouvelées des Grecs, parodie de l’Iphigénie en Tauride de Guimond de La Touche, etc. Marivaux lui-même n’a pas dédaigné, dans ses débuts en littérature, donner une Iliade travestie (1716) et un Télémaque travesti (1726)
En Angleterre, le roman Paméla ou la Vertu récompensée de Richardson a connu un tel succès de librairie qu’il a inspiré nombre de parodies, dont deux de Fielding : la première, anonyme, de Shamela, censée révéler l’identité réelle de Pamela, écrit dans la même forme épistolaire que l’original et, la seconde, de Joseph Andrews, qui a fini par devenir un vrai roman. Eliza Haywood s’est également mise de la partie avec Anti-Pamela (en) (1741), qui est devenu son roman le plus connu.

### AuXIXe

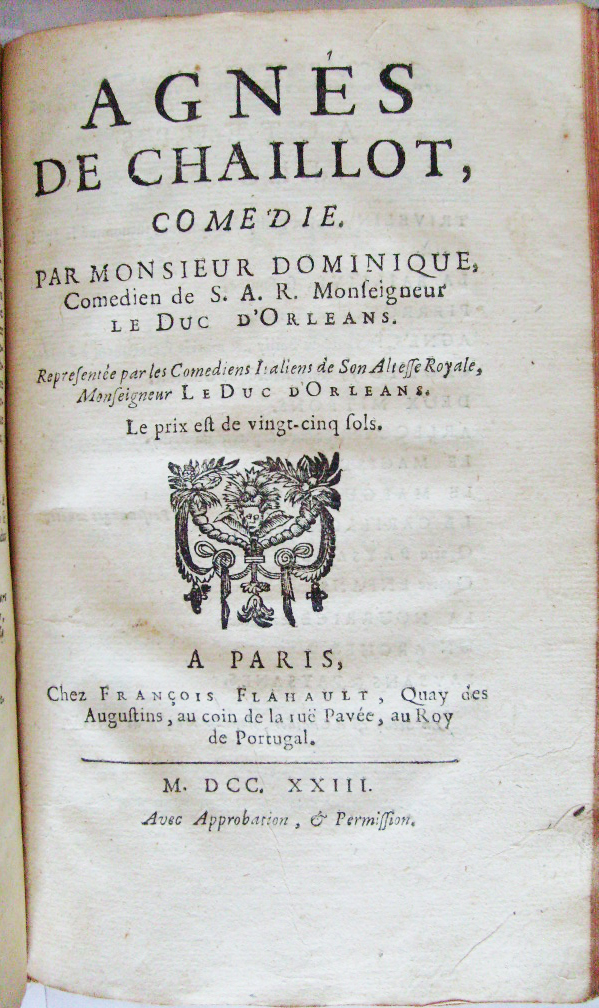
Agnès de Chaillot, parodie de la pièce Inès de Castro.

Au  XIXe siècle, les deux parodies les plus goûtées ont été les Petites Dandides de Désaugiers (1817), parodie à grand spectacle de l’opéra des Danaïdes, et Arnali, ou la Contrainte par cor (1830), parodie de Hernani, par Auguste de Lauzanne. Dans la seconde moitié de ce siècle, c’est surtout dans les Revues de fin d’année que se trouvèrent les parodies, dirigées, soit contre des personnages ou des parties d’une œuvre dramatique, soit contre le talent et la manière d’un acteur. Un autre genre théâtral, datant du second Empire, se rattache moins à la parodie en particulier qu’au burlesque en général : c’est l’opérette bouffe qui travestit les héros et les dieux mythologiques, et même quelquefois des personnages appartenant à l’histoire. Le succès de ces pièces, à la fois littéraires et musicales, a été inouï. On peut citer les ouvrages scéniques d’Offenbach pleins d'humour, voire de propos immoralistes assez scabreux, tels que la Belle Hélène (1864), du cocufiage réciproque dans Orphée aux Enfers (1861) ou La Grande-duchesse de Gérolstein (1867), comme types de ce genre.
Ni la vogue des opérettes, ni la mode des revues n’ont chassé entièrement la parodie proprement dite du théâtre. On ne peut guère citer ici les titres de ces bouffonneries contemporaines, souvent plus vite oubliées que les œuvres éphémères auxquelles elles s’attachent.
On a fait aussi des parodies en chansons. Désaugiers les mit à la mode, sous la forme de pots-pourris où se mêlaient le bouffon et le grivois. Il composa sur la Vestale et sur Artaxerce des chansons de ce genre, mettant en œuvre beaucoup de licence et de plaisanteries triviales, qui eurent, jusque dans les salons, un succès à peine concevable.

### Jusqu'à aujourd'hui
Plus près de nous, le journaliste anglais Peter Gumbel a écrit un ouvrage dont le titre, French Vertigo, parodie American Vertigo de Bernard-Henri Lévy ; et au théâtre, on peut citer les pièces de Vincent Macaigne, qui parodie Shakespeare (Hamlet) et Dostoievski (L'idiot).